# Gymnarchus nilowy
Gymnarchus nilowy, gymnarchus (Gymnarchus niloticus) – gatunek słodkowodnej ryby kostnojęzykokształtnej, jedyny przedstawiciel rodzaju Gymnarchus i rodziny Gymnarchidae. Zaliczany jest do mrukowców, stąd jego nazwa zwyczajowa – mruk nilowy. Nazwa rodzajowa Gymnarchus nawiązuje do greckich słów gymnos – „nagi, odsłonięty” i archos – „otwór odbytowy”.

## Występowanie
Występuje w środkowej i środkowo-zachodniej Afryce – głównie w Nilu i Nigrze oraz ich dopływach, w Jeziorze Nasera i Rudolfa – od Senegalu po Etiopię. Przebywa wśród gęstej roślinności w pobliżu brzegów rzek oraz na bagnach.

## Cechy morfologiczne
Ciało gymnarchusa nilowego jest długie, bocznie ścieśnione, zwężające się ku tyłowi, zakończone biczowatym ogonem. Poza głową pokryte jest bardzo drobną łuską. Charakteryzuje się brakiem płetw brzusznych, odbytowej i ogonowej. Bardzo długa płetwa grzbietowa jest rozpostarta na 183–230 promieniach i ciągnie się od pokryw skrzelowych niemal do końca trzonu ogonowego. Oczy małe. Liczba kręgów 114–120.
Narządy elektryczne gymnarchusa składają się z jednego wąskiego pasma położonego w tyle ogona i rozwidlającego się na cztery skierowane ku przodowi ciała, położone na różnych wysokościach po obu stronach ciała.
U larw występują pierzaste skrzela zewnętrzne. U dorosłych osobników pęcherz pławny pełni funkcję dodatkowego narządu oddechowego.
Dymorfizm płciowy jest słabo zaznaczony. Samce są nieco większe i smuklejsze, a dojrzałe płciowo samice bardziej zaokrąglone od samców, co jest spowodowane obecnością ikry w ich ciele.
Maksymalna długość osobników tego gatunku wynosi 167 cm, a maksymalna odnotowana masa ciała 18,5 kg.

## Biologia i ekologia
Gymnarchus nilowy zasiedla głębokie i mętne wody o małej zawartości tlenu. Budowa płetw powoduje, że ryba ta porusza się sztywnymi ruchami do przodu lub do tyłu. Płynąc do tyłu rozpoznaje teren ogonem. Prowadzi nocny tryb życia. W ciągu dnia ukrywa się w norach lub pomiędzy korzeniami roślin. Młode osobniki żywią się owadami, z wiekiem uzupełniając dietę skorupiakami, ślimakami, żabami i mniejszymi rybami. W polowaniach wykorzystują echolokację.
W przypadającym na porę deszczową okresie rozrodu gatunek ten buduje w gęsto porośniętych roślinnością wodach bagiennych duże eliptyczne pływające gniazda, usytuowane na głębokości około 1–1,5 m. Jego średnica dochodzi do 1 m. Do gniazda ryba składa około 1000 ziaren ikry o średnicy około 10 mm. Po 5 dniach z ikry wykluwają się larwy, które pozostają pod opieką samca do czasu, gdy wchłoną pęcherzyk żółtkowy, zanikną ich zewnętrzne skrzela i młode zaczną samodzielnie pływać. Samce gymnarchusa są pyszczakami – chronią swoje młode trzymając je wewnątrz pyska. Opiekując się potomstwem wykazują bardzo dużą agresję. Nie wahają się zaatakować nawet człowieka zbliżającego się do gniazda.

## Znaczenie dla człowieka
Mięso gymnarchusa jest uważane za smaczne i w wielu regionach Afryki jest spożywane przez lokalną ludność. Ryba w sprzedaży osiąga wysokie ceny. Bywa wykorzystywana jako jeden z prezentów dawanych przez zalotnika rodzinie oblubienicy podczas zaręczyn.

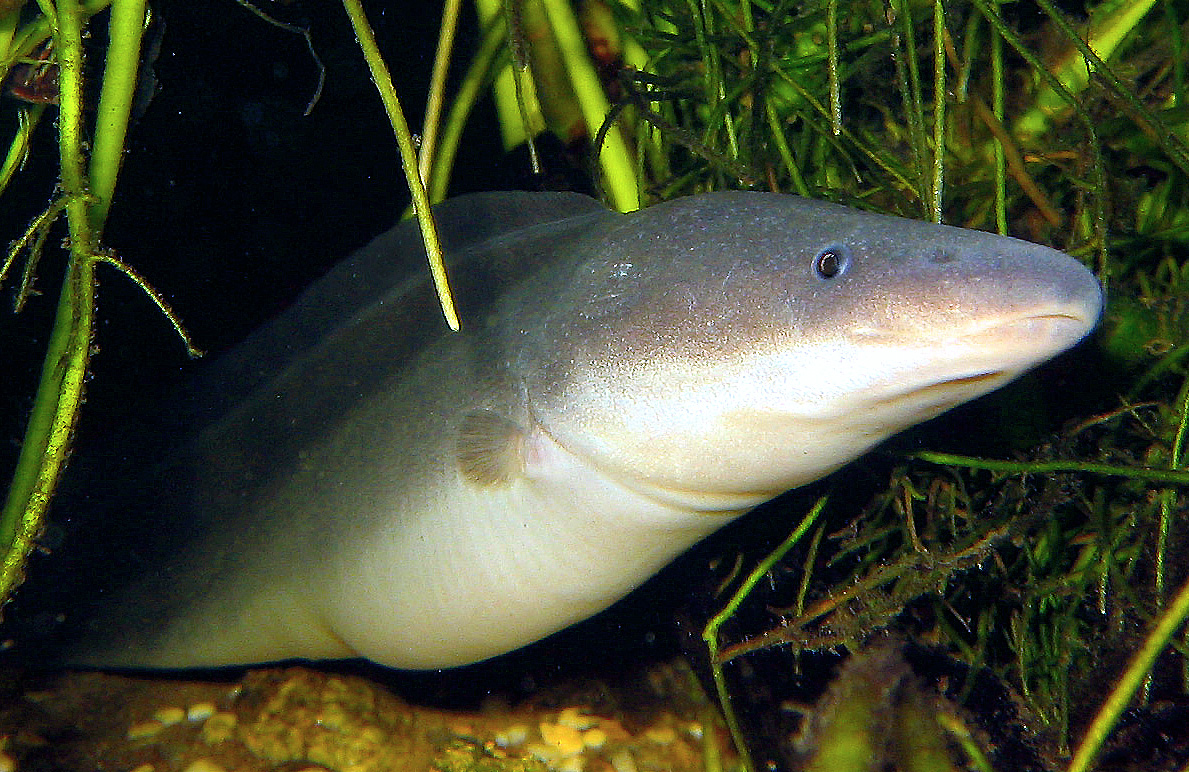
Gymnarchus nilowy